# 布雷特·维特里奇
布雷特·维特里奇（Brett Wetterich, 1973年8月9日 - ）是一位美國職業高爾夫球選手。出生在俄亥俄州的辛辛那提。於1994年轉為職業選手。他曾代表美國隊參加2006年萊德盃。最高排名曾進入世界前25位。

## 外部連結
- PGA巡迴賽網站上的介紹